# ريكس غارفين
ريكس غارفين (بالإنجليزية: Rex Garvin)‏ هو كاتب أغاني أمريكي، ولد في 24 يوليو 1940 في هارلم في الولايات المتحدة، وتوفي في 2 ديسمبر 2013 في أتلانتا في الولايات المتحدة.

## وصلات خارجية
- ريكس غارفين على موقع ميوزك برينز (الإنجليزية)
- ريكس غارفين على موقع ديسكوغز (الإنجليزية)